# Мышевидные хомячки
Мышевидные хомячки (лат. Calomyscus) — род млекопитающих отряда грызунов, единственный в одноимённом семействе (Calomyscidae). До недавнего времени этих грызунов относили к семейству хомяковых, однако новейшие молекулярные исследования позволили выделить их в отдельное обособленное семейство (2004).

## Список видов
Мышевидные хомячки водятся от юго-западной Сирии через Иран и Афганистан до западного Пакистана, на севере доходя до Азербайджана и южного Туркменистана.
База данных Американского общества маммологов (ASM Mammal Diversity Database) признаёт 12 видов мышевидных хомячков:
- Мышевидный хомячок (Calomyscus bailwardi) водится в Иране;
- Белуджистанский хомячок (Calomyscus baluchi) водится в Пакистане и Афганистане;
- Calomyscus behzadi водится в Иране;
- Calomyscus darvishi  водится в Иране;
- Calomyscus elburzensis водится на северо-востоке Ирана, в Туркменистане и Афганистане;
- Calomyscus grandis водится в северном Иране;
- Мышевидный хомячок Хотсона (Calomyscus hotsoni) водится в южном Пакистане;
- Керманский мышевидный хомячок (Calomyscus kermanensis) водится в Иране;
- Calomyscus kiabii водится в  Иране;
- Афганский мышевидный хомячок (Calomyscus mystax) водится в южном Туркменистане, на севере и северо-востоке Ирана и северо-западе Афганистана;
- Сирийский мышевидный хомячок (Calomyscus tsolovi) водится на юго-западе Сирии;
- Урартский мышевидный хомячок (Calomyscus urartensis) водится в Нахичеванской АР в составе Азербайджана и северо-западном Иране.

## Общее описание
Маленькие мышеподобные грызуны: длина тела 61—98 мм, вес от 15 до 30 г. Половой диморфизм не выражен. Хвост обычно длиннее тела — 72—102 мм. Уши крупные. Мех мягкий и тонкий. Спинная сторона окрашена в красноватый, песчаный или серо-буроватый цвет; брюшко белое. Хвост сверху тёмный, снизу белый; густо опушён и с кисточкой на конце. Сосков у самок 6. В отличие от настоящих хомяковых мышевидные хомячки лишены защёчных мешков.

## Образ жизни
Населяют каменистые пустыни в засушливых частях своего ареала и участки низкогорных лесов из вечнозелёных дубов в более влажных. Встречаются на высотах от 400 до 3500 м над уровнем моря. Активны круглый год. Летом ведут строго ночной образ жизни, но в более холодное время года могут встречаться круглые сутки. В неволе миролюбивы; в природе не социальны, но могут встречаться небольшими группами, собираясь в одном гнезде в поисках тепла. Мышевидные хомячки редко удаляются от расщелин в скале, предоставляющих им убежище. В случае опасности стремительно спасаются бегством и способны подпрыгивать более чем на 30 см в воздух. Питаются в основном семенами, а также цветами и листьями. В рацион входят и животные корма, включая насекомых и иногда падаль.
В неволе размножаются круглый год; в природе период размножения растянут от марта до декабря. Беременность длится около 21 дня. Самки обычно приносят 2 помёта в год по 3—7 детёнышей. К 13 дню жизни у молодых хомячков открываются глаза. Самки выкармливают потомство 17 дней, однако молодняк остаётся с матерью ещё 4—13 дней. Половой зрелости мышевидные хомячки достигают к 4 месяцу.
Мышевидным хомячкам принадлежит рекорд продолжительности жизни в неволе среди мышеобразных — 9 лет, 3 месяца и 18 дней. Однако в природе они, предположительно, редко живут более 2 лет.

## Природоохранный статус
Мышевидные хомячки относятся к малоисследованным видам. Один вид, пакистанский Calomyscus hotsoni, занесён в Международную Красную книгу как вымирающий.